# Жыландысай
Жыландысай — река в бассейне озера Шалкар. Протекает по территории Шалкарского района Актюбинской области Казахстана.
Начинается у южных склонов Мугалжарских гор, на возвышенности Шагырай. Неподалёку от истока располагается село Берденсор. Река не достигает озера Шалкар и теряется в солончаках.
Длина реки составляет 104 км, площадь бассейна — 2740 км². Пойма используется как весенне-осеннее пастбище.